# Walter Jens
Walter Jens (Hamburg, 1923. március 8. – Tübingen, 2013. június 9.) német filológus, irodalomtörténész, kritikus, egyetemi tanár és író.
Hamburgban született, a Gelehrtenschule des Johanneumsba járt 1933-tól 1941-ig, amikor is érettségizett, majd a Hamburgi Egyetemen tanult.
Az 1940-es évek elején Jens csatlakozott az NSDAP-hoz. Tagadta, hogy aktívan kérte volna a tagságot, és azt állította, hogy automatikusan vált taggá, mivel a Hitlerjugend tagja volt, és hogy soha nem kapott tagsági kártyát.
A második világháború alatt Freiburgban Szophoklész tragédiájáról szóló munkájával doktorált, majd 26 évesen a Tübingeni Egyetemen Tacitus und die Freiheit (Tacitus és a szabadság) című munkájával habilitált.
1950-től kezdve a 47-es csoport tagja volt. Abban az évben a Nein. Die Welt der Angeklagten című regénye hozta meg számára az áttörést.
1965-től 1988-ig a Tübingeni Egyetem általános retorikai tanszékén volt, amelyet azért hoztak létre, hogy az egyetemen tartsák. Momos álnéven televíziós kritikákat írt a Die Zeit számára. 1976 és 1982 között a németországi Nemzetközi PEN Club elnöke volt. 1989-től 1997-ig a berlini Művészeti Akadémia elnöke, majd tiszteletbeli elnöke volt. 1990 és 1995 között a Martin Niemöller-Alapítvány elnöke volt.

## Magánélete
1951-ben feleségül vette Inge Puttfarckent. Két fiuk született, Tillmann és Christoph. Jens demenciában szenvedett, amely 2004-ben kezdett jelentkezni. 2013-ban, 90 éves korában halt meg Tübingenben.

## Díjak és kitüntetések
Forrás:
- 1951: Amis de la Liberté díj
- 1959: Német Ifjúsági Irodalmi Díj
- 1968: Hamburg szabad Hanzavárosának Lessing-díja, Hamburg
- 1981: Düsseldorf város Heinrich Heine-díja
- 1982: A Német Szövetségi Köztársaság PEN Központjának tiszteletbeli elnöke
- 1983: Osztrák Érdemdíj
- 1984: Adolf Grimme-díj
- 1988: Alternatív Büchner-díj
- 1988: Theodor Heuss-díj (feleségével, Inge Jens-szel[18])
- 1989: Hermann Sinsheimer-díj
- 1990: Osztrák Állami Kulturális Újságírói Díj
- 1992: Osztrák kitüntetés a tudományért és a művészetért
- 1992: Poetry Foundation vendégprofesszor a Frankfurt am Main-i Goethe Egyetemen
- 1997: Bruno Snell matrica a tudomány és a társadalom terén végzett kiemelkedő munkájáért a Hamburgi Egyetemen
- 1997: a Berlini Művészeti Egyetem tiszteletbeli elnöke
- 1998: Ernst Reuter-érem
- 2002: Ökumenikus előkelőségi díjat a német Verlags für die Deutsche Wirtschaft kiadó ítélte oda
- 2003: a Német Szövetségi Köztársasági Érdemrend Nagy Érdemkeresztje
- 2003: Corine Irodalmi Díj (Inge Jensszel)

## Könyvei
- Jens, Walter. Das weiße Taschentuch (Illustration: Karl Staudinger(wd)). Hansischer Gildenverlag, Hamburg (1947)
- Jens, Walter. Nein. Die Welt der Angeklagten. Roman. Rowohlt, Hamburg/Stuttgart/Baden-Baden (1950)
- Jens, Walter. Der Blinde. Erzählung. Rowohlt, Hamburg (1951)
- Jens, Walter. Vergessene Gesichter. Roman. Rowohlt, Hamburg (1952)
- Jens, Walter. Der Mann, der nicht alt werden wollte. Roman. Rowohlt, Hamburg (1955)
- Jens, Walter. Das Testament des Odysseus. Neske, Pfullingen (1957)
- Ilias und Odyssee. Nacherzählt. O. Maier, Ravensburg (1958)
- Jens, Walter. Herr Meister. Dialog über einen Roman. Piper, München (1963)
- Jens, Walter, Will McBride. Die Verschwörung. Norstar, Grünwald (1969)
- Jens, Walter. Der tödliche Schlag. Piper, München (1974)
- Jens, Walter. Der Fall Judas. Verlag Kreuz, Stuttgart (1975)
- Jens, Walter. Der Ausbruch. Libretto. Rotsch, Tübingen (1975)
- Jens, Walter, Euripides. Der Untergang. Nach den Troerinnen des Euripides. Kindler, München (1982)
- Jens, Walter, Aristophanes. Die Friedensfrau. Nach der Lysistrate des Aristophanes. Kindler, München (1986)
- Jens, Walter. Der Teufel lebt nicht mehr, mein Herr! Erdachte Monologe, imaginäre Gespräche. Radius-Verlag, Stuttgart (2001)

### Magyarul megjelent
- A vak (Der Blinde) – Európa, Budapest, 1959 · Fordította: Gyurkó László
- Elfelejtett arcok (Vergessene Gesichter) – Európa, Budapest, 1964 · Fordította: Gergely Erzsébet
- Az utolsó vádlott (Nein. Die Welt der Angeklagten) – Magvető, Budapest, 1980 · ISBN 9632712811 · Fordította: Kincses Edit
- A Júdás-ügy (Der Fall Judas) – Ulpius-ház, Budapest, 2003 · ISBN 9632712811 · Fordította: Kerényi Gábor
- Inge Jens[18] – Walter Jens: Frau Thomas Mann (Katharina Pringsheim élete) – Ulpius-ház, Budapest, 2006 · ISBN 9630779935 · Fordította: Blaschtik Éva

## Fordítás
- Ez a szócikk részben vagy egészben  a   Walter Jens című angol Wikipédia-szócikk fordításán alapul.  Az eredeti cikk szerkesztőit annak laptörténete sorolja fel. Ez a jelzés csupán a megfogalmazás eredetét és a szerzői jogokat jelzi, nem szolgál a cikkben szereplő információk forrásmegjelöléseként.